# Championnats de France de triathlon longue distance 2023
Navigation
Édition précédente Édition suivante
Les championnats de France de triathlon longue distance 2023 se déroulent à La Salvetat-sur-Agout dans l'Hérault, le jeudi 16 juillet 2023.

## Résultats
Les tableaux présentent le « Top 10 » des championnats hommes et femmes, la première féminine est 15e au classement général.
| Place              | Triathlète         | Temps           |
| ------------------ | ------------------ | --------------- |
| Médaille d'or      | Brice Hacquart     | 4 h 3 min 43 s  |
| Médaille d'argent  | Théotime Lawson    | 4 h 4 min 51 s  |
| Médaille de bronze | Florent Lefebvre   | 4 h 6 min 1 s   |
| 4                  | Maxime Rivon       | 4 h 7 min 4 s   |
| 5                  | Jules Rethoret     | 4 h 8 min 6 s   |
| 6                  | Esteban Bringuer   | 4 h 9 min 18 s  |
| 7                  | Thomas Teofili     | 4 h 9 min 46 s  |
| 8                  | Jean Duchampt      | 4 h 9 min 54 s  |
| 9                  | Corentin Chouvelon | 4 h 10 min 51 s |
| 10                 | Quentin Barreau    | 4 h 11 min 15 s |

| Place              | Triathlète             | Temps           |
| ------------------ | ---------------------- | --------------- |
| Médaille d'or      | Charlotte Faivre       | 4 h 34 min 9 s  |
| Médaille d'argent  | Justine Guérard        | 4 h 34 min 50 s |
| Médaille de bronze | Léna Vaillier-François | 4 h 36 min 28 s |
| 4                  | Constance Minet        | 4 h 49 min 32 s |
| 5                  | Christelle Lazard      | 4 h 50 min 37 s |
| 6                  | Anaïs Robin            | 5 h 0 min 54 s  |
| 7                  | Marion Latil           | 5 h 2 min 32 s  |
| 8                  | Caroline Lopez         | 5 h 5 min 5 s   |
| 9                  | Rocio Chaves González  | 5 h 11 min 26 s |
| 10                 | Maëva Couchard         | 5 h 13 min 28 s |